# Bet
Bet (בית) je drugo slovo hebrejskog pisma i ima brojčanu vrijednosti od 2. 
Po međunarodnoj fonetskoj abecedi bet se izgovara u modernom hebrejskom jeziku sa [b], ako se slovo nalazi na početku sloga poslije suglasnika i na početku riječi (ako slovo ima tzv. Dageš u sredini slova, onda to slovo predstavlja /b/). Inače se slovo izgovara kao [v]. 
Tora počinje sa slovom bet.

## Povijest
Bet je suglasnik koji je nastao iz stilizirane slike nacrta jedne kuće (beth = kuća). Iz tog aramejskog slova nastao je grčki beta, koji je radi promjene pravca pisanja usmjeren na desnu stranu. A Beta je izvor latinskog slova B.

## Primjeri
1. בית לחם Betlehem: "Kuća kruha"
2. בנימין Benjamin: "Sin moje desne ruke"
3. בעל Baal: "Gospodin", "Vlasnik"
4. ברוך Baruh, muško ime: "Blagoslovljen"
5. ברק Barak: "Grom"
6. בר־תלמי Bartalmai, Bartolomej (aramejski): "Sin Talmaja" ili „Sin Ptolomejev“

## Šifra znaka
|          | Unikod | Unikod            | HTML     | HTML | izgled ovisi o pregledniku | poveznice (engl.)                |
| k. točka | naziv  | kod               | entitet  |      | izgled ovisi o pregledniku | poveznice (engl.)                |
| -------- | ------ | ----------------- | -------- | ---- | -------------------------- | -------------------------------- |
| slovo ב  | U+05d1 | HEBREW LETTER BET | &#x05d1; | nema | ב                          | detaljni podaci test preglednika |

U standardu ISO 8859-8 simbol ima kod 0xe1.